# Patrizia Rinaldi
Patrizia Rinaldi (Nápoles, 14 de marzo de 1960) es una escritora italiana.

## Biografía
Se graduó en la Universidad de Nápoles Federico II y obtuvo el título de profesora. Siguió un curso de especialización en escritura teatral con Francesco Silvestri. Vive en Nápoles, donde escribe y se ocupa de la formación de los jóvenes gracias a los talleres de lectura y escritura, junto con asociaciones sin ánimo de lucro que operan en los llamados barrios "en riesgo". Forma parte del grupo de escritores que llevan años dirigiendo el taller de escritura en el Instituto Penal Juvenil de Nisida.
Del personaje Blanca Occhiuzzi de sus novelas, se graba la serie de televisión Blanca, producida por Lux Vide presentada públicamente el 6 de septiembre de 2021 en la Bienal de Venecia y transmitida por RAI 1 en el otoño de 2021. El papel de Blanca es interpretado por Maria Chiara Giannetta. La serie está dirigida por Jan Michelini y es la primera producción que ha utilizado la técnica de la holofonía.
Ha publicado, entre otras creaciones, Il commissario Gargiulo, Stampa Alternativa, 1995, finalista del XXII Premio MystFest; Pidocchi ovvero la storia di alcuni bambini e di alcuni parassiti, ETS, 2003. En 2004 contribuyó a la redacción del cuaderno de arte Artoteche? publicado en octubre de 2004 por Aporema Onlus para arte contemporáneo; en 2006 ganó el Premio Pippi, sección inédita, con la novela Sono toranato a casa, publicada en 2007 por Isola dei ragazzi; en 2007 publicó la novela Napoli-Pozzuoli. Uscita 14, de la serie Gialloteca, Dario Flaccovio Editore; en 2007 ocupó el primer lugar en el Concurso Profondo Giallo con la novela policíaca "giallo" breve Ninetta Ridolfi e gli oggetti affettuosi, publicada más tarde para la serie Giallo Mondadori; en 2009 publicó Blanca en las series Gialloteca, Dario Flaccovio Editore e Piano Forte, Sinnos Editore. En 2010 Piano Forte es uno de los tres libros ganadores de la edición 2010 del Premio Elsa Morante Ragazzi y ganador del Premio Nacional de Literatura infantil "Mariele Ventre", sección narrativa publicada para niños de 12 a 16 años.
En 2011 publicó Caro diario ti scrivo con Nadia Terranova (Edizioni Sonda) quien en el Morante Ragazzi 2011 ganó el Premio Especial Nisida Roberto Dinacci y ganadora del Premio Nacional de Literatura infantil "Mariele Ventre" 2012,  sección narrativa publicada para niños de 12 a 16 años asignada por el jurado estudiantil; publica con Fernandel Il Cavedio, una novela a ocho manos con Francesca Bonafini, Mascia Di Marco y Nadia Terranova y con Edizioni El "Rock Sentimentale".
En 2012 publicó Tre, numero imperfetto con Edizioni e/o y Mare Giallo con Sinnos Editore.
En 2013 publicó  Volo non autorizzato con G. Ladolfi Editore y Le parole interrotte con A.G. Editions.
En 2014 publicó I pasticci di Maria Giulia con Fermento Editore, Federico il pazzo con Sinnos Editore, Rosso Caldo con Edizioni e/o, Adesso scappa con Sinnos Editore, su primera novela gráfica.
En 2015 publicó  Il giardino di Lontan Town con Edizioni Lapis y Ma già prima di giugno con Edizioni e/o; con “Federico il pazzo” el 28 de febrero de 2015 ganó la segunda edición del premio Leggimi Forte, sección infantil y con Ma già prima di giugno el Premio Alghero Donna de Literatura y Periodismo, en la sección Prosa.
En mayo de 2016 ganó el Premio Andersen 2016 al Mejor escritor y en noviembre publicó con Sinnos una nueva novela gráfica, con Marco Paces, La compagnia dei soli, Sinnos Editore que ganó el Premio Andersen 2017 en la categoría de Mejor Cómic.
En noviembre de 2017 ganó el Premio Laura Orvieto en la sección 12-15 años con Lontan Town, Edizioni Lapis.
En 2018 escribió 2x1=2, publicado por LibriVolanti con dibujos de Otto Gabos e Il Regno dei disertori, novela gráfica, Sinnos, con Marco Paci.
En 2019 con Ediciones y/o publica la novela La danza dei veleni, que ve el regreso de la detective con discapacidad Blanca Occhiuzzi.
Ha publicado relatos y cuentos en antologías.

## Obras
- Blanca e le niñas viejas, novela policíaca publicada Edizioni e/o (2022)
- La danza dei veleni, novela, Edizioni e/o, colección Dal Mondo (2019)
- Il regno dei disertori, novela gráfica, ilustrada por Marco Paci, Sinnos Editore, colección Leggimi!  (2018)
- 2x1=2. Rivoluzione in famiglia: il referendum sul divorzio, due genitori e una figlia, novela para niños, dibujos de Otto Gabos, editore LibriVolanti (2018)
- La figlia maschio, novela, Edizioni e/o, colección Dal Mondo (2017)
- Un grande spettacolo, novela para niños, Edizioni Lapis (2017)
- La compagnia dei soli, novela gráfica, ilustrada por Marco Paci, Sinnos Editore, colección Leggimi! (2016)
- Il giardino di Lontan Town, novela para niños, Edizioni Lapis (2015)
- Ma già prima di giugno, novela, Edizioni e/o, colección Dal Mondo (2015)
- Adesso scappa, novela gráfica, ilustrada por Marta Baroni, Sinnos Editore, colección Leggimi! (2014)
- Rosso Caldo, novela policíaca, Edizioni e/o, colección Dal Mondo (2014)
- Federico il pazzo, novela para niños, ilustraciones de Federico Appel, Sinnos Editore, colección i narratori (2014)
- I pasticci di Maria Giulia - la macchinetta della Felicità, cuento ilustrado por Anna Keen, Fermento Editore, Colección Ragazzi in fermento (2014)
- Le parole interrotte, cuento ilustrado por Bruna Troise, A. G. Editions (2013)
- Volo non autorizzato, novela para niños, Giuliano Ladolfi Editore - Colección Quarzo - letteratura per l'infanzia (2013)
- Mare Giallo, novela para niños, Sinnos Editore, colección I Narratori (2012)
- Tre, numero imperfetto, novela policíaca, Edizioni e/o, colección Dal Mondo (2012)
- Rock Sentimentale, novela, Edizione EL, colección Young (2011)
- Il Cavedio, novela con Francesca Bonafini, Mascia Di Marco y Nadia Terranova, Fernandel, (2011)
- Caro diario ti scrivo, novela para niños con Nadia Terranova, Edizioni Sonda, (2011)
- La sirena anziana,  Primer premio en el concurso 2007 organizado por la Compagnia degli Gnomi de Perugia, cuento ilustrado para Assurdotempo, Edizioni Corsare, (2009)
- Piano Forte, novela para niños, publicada en la colección Zona Franca, Sinnos Editore, (2009) Premio Elsa Morante Ragazzi 2010 y Premio Mariele Ventre 2010
- Blanca, novela policíaca publicada en el colección Gialloteca, Dario Flaccovio Editore, (2009)
- Mare a palazzo, relato para Questi fantasmi, Boopen(led) Editore, (2009)
- De Vinho, Desueto e Dolcestoria, fichas para la Enciclopedia de los escritores inexistentes, Boopen(led) (2009)
- Il primo figlio, cuento para Fiocco Rosa, Fernandel, (2009)
- Ninetta Ridolfi e gli oggetti affettuosi, Primer premio en el concurso Profondo giallo 2007, novela corta policíaca para la colección Giallo Mondadori, en el apéndice del número 5 de enero de 2008
- Napoli-Pozzuoli. Uscita 14, novela policíaca publicada en la colección Gialloteca, Dario Flaccovio Editore, (2007)
- Sono tornato a casa, Primero del Premio biennale Pippi 2006, publicado en la colección Campania my love, Edizioni L'isola dei ragazzi, (2007)
- Pidocchi ovvero la storia di alcuni bambini e di alcuni parassiti, novela publicada por Edizioni ETS, (2003)
- Il girotondo di Ambra e La donna bella, Tracce, Tercer volumen de la colección Presenze, Edizioni Il Quadrato, (1984)
- Il commissario Gargiulo, novela corta policíaca publicada por Stampa Alternativa (1995).

## Otros reconocimientos
- Tercer lugar en pareja con Bruna Troise con Famiglia di Animali al 13º Concurso Internacional para la creación de un libro ilustrado inédito 2010 "SYRIA POLETTI: SULLE ALI DELLE FARFALLE”;
- Segundo lugar en el Premio Internacional Bordano-Schwanenstadt 2006, libros ilustrados para niños, con el cuento Le parole interrotte - Ilustraciones en acrílico de Bruna Troise;
- Finalista en el concurso Una palla di racconto 2006, organizado por Caterpillar Radio 2-Fandango-Scuola Holden, con la historia Holly, Lorenzo y Benji;
- Mención especial de la crítica en el premio internacional bienal de dramaturgos 2006 La scrittura della differenza, por el texto teatral Federi';
- Es una de las ganadoras del concurso 2006 Una cena da re organizado por la Scuola Holden con el cuento Pane senza guerra publicado en el sitio web de la Escuela;
- Recomendación del jurado del premio literario Controparola 1997 por el cuento Il re dei topi.
- Finalista del XXII Premio Mystfest 1995, sección principiantes, con la novela corta policíaca Il commissario Gargiulo, publicación de Stampa Alternativa.